# Красненська сільська рада (Турківський район)
Красненська сільська рада — колишній орган місцевого самоврядування у Турківському районі Львівської області. Адміністративний центр — село Красне.

## Загальні відомості
Красненська сільська рада утворена в 1940 році.
7.5.1946 хутір Красне Вижне Красненської сільської Ради Боринського району перейменували на хутір Верхнє Красне.
Відновлена сільрада в 1991 році.

## Населені пункти
Сільській раді були підпорядковані населені пункти:
- с. Красне

## Склад ради
Рада складалася з 12 депутатів та голови.

### Керівний склад попередніх скликань
| ПІБ                          | Основні відомості                                                 | Дата обрання | Дата звільнення |
| ---------------------------- | ----------------------------------------------------------------- | ------------ | --------------- |
| Білинський Йосип Ярославович | Сільський голова, 1960 року народження, освіта вища, безпартійний | 26.03.2006   | 31.10.2010      |
| Білинський Йосип Ярославович | Сільський голова, 1960 року народження, освіта вища, безпартійний | 31.10.2010   |                 |

Примітка: таблиця складена за даними джерела